# Lo siguiente
Lo siguiente es un programa español de entretenimiento, presentado por Raquel Sánchez Silva y emitido en La 1 de Televisión Española entre el 29 de octubre de 2018 y el 28 de marzo de 2019.
El principal leitmotiv del programa era el humor y la emoción a través de las entrevistas diarias que Raquel Sánchez Silva y su plantel de colaboradores hacía cada día. En función de la persona que acudía al plató, la entrevista se adapta a sus gustos, sus inquietudes, su profesión y sus deseos.

## Equipo

### Presentadores
- Raquel Sánchez Silva (2018-2019)

### Colaboradores
- Juan Luis Cano (2019)
- Llum Barrera (2019)
- Luis Quevedo (2019)
- Álvaro Berro (2019)
- Aránzazu Santos (2019)
- Marta Márquez (2018-2019)
- Dani Piqueras (2018-2019)
- Valeria Ros (2018)
- Carolina Iglesias (2018-2019)
- Ángel Carmona (2018-2019)
- Brays Efe (2018-2019)
- Juan Sanguino (2018-2019)
- Quan Zhou (2018-2019)
- Ángela Ponce (2018-2019)
- Javier Peña (2018-2019)
- Lluís Mosquera (2018-2019)
- Ana Milán (2018-2019)
- Berta Collado (2018-2019)
- Antonia Dell’Atte (2018-2019)

## Programas y audiencias

### Temporada 1 (2018-2019)
| Programas emitidos | Programas emitidos      | Programas emitidos                           | Programas emitidos | Programas emitidos |
| N.º                | Fecha de emisión        | Invitados/as                                 | Audiencia          | Ref.               |
| ------------------ | ----------------------- | -------------------------------------------- | ------------------ | ------------------ |
| 1                  | 29 de octubre de 2018   | Paco León                                    | 1 783 000 (9,9%)   | [ 5 ]              |
| 2                  | 30 de octubre de 2018   | Mario Casas                                  | 1 339 000 (7,3%)   | [ 6 ]              |
| 3                  | 31 de octubre de 2018   | Carmen Lomana                                | 1 306 000 (7,9%)   | [ 7 ]              |
| 4                  | 5 de noviembre de 2018  | Santiago Segura                              | 1 388 000 (7,3%)   | [ 8 ]              |
| 5                  | 6 de noviembre de 2018  | Alicia Borrachero y Daniel Guzmán            | 831 000 (4,5%)     | [ 9 ]              |
| 6                  | 7 de noviembre de 2018  | Miriam Rodríguez                             | 1 290 000 (7,0%)   | [ 10 ]             |
| 7                  | 8 de noviembre de 2018  | Roberto Leal                                 | 1 204 000 (6,5%)   | [ 11 ]             |
| 8                  | 12 de noviembre de 2018 | Javier Gutiérrez                             | 1 329 000 (7,4%)   | [ 12 ]             |
| 9                  | 13 de noviembre de 2018 | Lidia Valentín                               | 993 000 (5,5%)     | [ 13 ]             |
| 10                 | 14 de noviembre de 2018 | Edu Soto                                     | 1 237 000 (6,8%)   | [ 14 ]             |
| 11                 | 19 de noviembre de 2018 | Antonio Resines                              | 1 345 000 (7,2%)   | [ 15 ]             |
| 12                 | 20 de noviembre de 2018 | Boris Izaguirre                              | 965 000 (5,1%)     | [ 16 ]             |
| 13                 | 21 de noviembre de 2018 | Lorenzo Caprile                              | 1 340 000 (7,3%)   | [ 17 ]             |
| 14                 | 22 de noviembre de 2018 | Mario Vaquerizo y Ona Carbonell              | 1 428 000 (7,8%)   | [ 18 ]             |
| 15                 | 26 de noviembre de 2018 | Ona Carbonell y Pepe Rodríguez               | 1 570 000 (8,4%)   | [ 19 ]             |
| 16                 | 27 de noviembre de 2018 | Antonio de la Torre                          | 785 000 (4,2%)     | [ 20 ]             |
| 17                 | 28 de noviembre de 2018 | Aitana                                       | 1 360 000 (7,3%)   | [ 21 ]             |
| 18                 | 29 de noviembre de 2018 | Ana Duato                                    | 1 488 000 (8,0%)   | [ 22 ]             |
| 19                 | 3 de diciembre de 2018  | Ana Guerra                                   | 1 110 000 (5,9%)   | [ 23 ]             |
| 20                 | 4 de diciembre de 2018  | Iciar Bollaín y Carlos Acosta                | 919 000 (5,2%)     | [ 24 ]             |
| 21                 | 5 de diciembre de 2018  | Adriana Ugarte                               | 1 110 000 (6,3%)   | [ 25 ]             |
| 22                 | 10 de diciembre de 2018 | Dani García                                  | 1 187 000 (6,6%)   | [ 26 ]             |
| 23                 | 11 de diciembre de 2018 | Manolo García                                | 868 000 (4,7%)     | [ 27 ]             |
| 24                 | 12 de diciembre de 2018 | Luis Cepeda                                  | 1 266 000 (7,0%)   | [ 28 ]             |
| 25                 | 13 de diciembre de 2018 | Dani Rovira y Michelle Jenner                | 978 000 (5,3%)     | [ 29 ]             |
| 26                 | 17 de diciembre de 2018 | Alejo Sauras y Cristina Plazas               | 1 238 000 (6,7%)   | [ 30 ]             |
| 27                 | 18 de diciembre de 2018 | Pepe Rodríguez y Samantha Vallejo-Nágera     | 1 032 000 (5,7%)   | [ 31 ]             |
| 28                 | 19 de diciembre de 2018 | Joaquín Reyes y Berto Romero                 | 1 443 000 (8,1%)   | [ 32 ]             |
| 29                 | 20 de diciembre de 2018 | José Mota                                    | 977 000 (5,4%)     | [ 33 ]             |
| 30                 | 7 de enero de 2019      | Jordi Hurtado                                | 1 150 000 (6,1%)   | [ 34 ]             |
| 31                 | 8 de enero de 2019      | Natalia de Molina y Eva Llorach              | 862 000 (4,6%)     | [ 35 ]             |
| 32                 | 9 de enero de 2019      | Canco Rodríguez y Marta Torné                | 897 000 (4,9%)     | [ 36 ]             |
| 33                 | 14 de enero de 2019     | Ana Belén                                    | 1 290 000 (6,9%)   | [ 37 ]             |
| 34                 | 15 de enero de 2019     | Pablo Carbonell                              | 1 149 000 (6,2%)   | [ 38 ]             |
| 35                 | 16 de enero de 2019     | Lorenzo Caprile, María Escoté y Palomo Spain | 1 204 000 (6,5%)   | [ 39 ]             |
| 36                 | 21 de enero de 2019     | Alexandra Jiménez                            | 1 097 000 (5,9%)   | [ 40 ]             |
| 37                 | 22 de enero de 2019     | Clara Lago                                   | 1 163 000 (6,1%)   | [ 41 ]             |
| 38                 | 24 de enero de 2019     | Silvia Abril                                 | 1 012 000 (5,3%)   | [ 42 ]             |
| 39                 | 28 de enero de 2019     | Antonio Carmona                              | 1 061 000 (5,6%)   | [ 43 ]             |
| 40                 | 29 de enero de 2019     | Javier Cámara                                | 849 000 (4,5%)     | [ 44 ]             |
| 41                 | 31 de enero de 2019     | Lydia Bosch                                  | 1 021 000 (6,0%)   | [ 45 ]             |
| 42                 | 4 de febrero de 2019    | Ariel Rot                                    | 897 000 (4,7%)     | [ 46 ]             |
| 43                 | 5 de febrero de 2019    | Miki Núñez                                   | 991 000 (5,2%)     | [ 47 ]             |
| 44                 | 11 de febrero de 2019   | Carlos Baute                                 | 1 018 000 (5,4%)   | [ 48 ]             |
| 45                 | 12 de febrero de 2019   | Pepe Viyuela                                 | 946 000 (5,0%)     | [ 49 ]             |
| 46                 | 13 de febrero de 2019   | El mago pop                                  | 1 009 000 (5,4%)   | [ 50 ]             |
| 47                 | 14 de febrero de 2019   | Goya Toledo                                  | 796 000 (4,4%)     | [ 51 ]             |
| 48                 | 18 de febrero de 2019   | Ana Torroja                                  | 1 030 000 (5,5%)   | [ 52 ]             |
| 49                 | 19 de febrero de 2019   | Julián López                                 | 778 000 (4,1%)     | [ 53 ]             |
| 50                 | 20 de febrero de 2019   | David Bustamante                             | 969 000 (5,2%)     | [ 54 ]             |
| 51                 | 21 de febrero de 2019   | Javier Fernández                             | 752 000 (4,1%)     | [ 55 ]             |
| 52                 | 25 de febrero de 2019   | Miguel Poveda                                | 858 000 (4,5%)     | [ 56 ]             |
| 53                 | 26 de febrero de 2019   | Jorge Sanz                                   | 983 000 (5,2%)     | [ 57 ]             |
| 54                 | 4 de marzo de 2019      | Kira Miró y Natalia Verbeke                  | 835 000 (4,5%)     | [ 58 ]             |
| 55                 | 5 de marzo de 2019      | Carmen Posadas                               | 832 000 (4,5%)     | [ 59 ]             |
| 56                 | 6 de marzo de 2019      | Sole Giménez                                 | 943 000 (5,1%)     | [ 60 ]             |
| 57                 | 7 de marzo de 2019      | Natalia Millán                               | 905 000 (4,9%)     | [ 61 ]             |
| 58                 | 11 de marzo de 2019     | José Mercé                                   | 1 012 000 (5,5%)   | [ 62 ]             |
| 59                 | 12 de marzo de 2019     | Pepón Nieto                                  | 763 000 (4,1%)     | [ 63 ]             |
| 60                 | 13 de marzo de 2019     | Hugo Silva y Emma Suárez                     | 963 000 (5,2%)     | [ 64 ]             |
| 61                 | 14 de marzo de 2019     | Roberto Leal                                 | 819 000 (4,5%)     | [ 65 ]             |
| 62                 | 18 de marzo de 2019     | Cristina Castaño                             | 1 123 000 (6,2%)   | [ 66 ]             |
| 63                 | 19 de marzo de 2019     | Alfonso Bassave                              | 1 046 000 (5,8%)   | [ 67 ]             |
| 64                 | 20 de marzo de 2019     | Francis Lorenzo                              | 1 031 000 (5,5%)   | [ 68 ]             |
| 65                 | 21 de marzo de 2019     | Roi Méndez                                   | 1 101 000 (6,0%)   | [ 69 ]             |
| 66                 | 25 de marzo de 2019     | Nacho Guerreros                              | 1 195 000 (6,2%)   | [ 70 ]             |
| 67                 | 27 de marzo de 2019     | Ainhoa Arteta                                | 970 000 (5,3%)     | [ 71 ]             |
| 68                 | 28 de marzo de 2019     | Saúl Craviotto                               | 1 191 000 (6,6%)   | [ 72 ]             |

## Audiencia media de todas las temporadas
Estas son las audiencias de las temporadas del programa Lo siguiente.
| Temporada                       | Fecha     | Programas | Cadena | Espectadores | Share |
| ------------------------------- | --------- | --------- | ------ | ------------ | ----- |
| Lo siguiente: Primera temporada | 2018-2019 | 68        | La1    | 1 066 000    | 5,9%  |
| Lo siguiente: Segunda temporada | 2021      | ¿?        |        |              |       |
|                                 |           |           |        |              |       |